# Xã Hart, Quận Roberts, South Dakota
Xã Hart (tiếng Anh: Hart Township) là một xã thuộc quận Roberts, tiểu bang Nam Dakota, Hoa Kỳ. Năm 2010, dân số của xã này là 97 người.